# Neoeptesicus
Neoeptesicus is een geslacht van vleermuizen uit de familie van de gladneuzen (Vespertilionidae). De wetenschappelijke naam van het geslacht werd in 2023 gepubliceerd door Cláudio et al.

## Soorten
Er worden 10 soorten in dit geslacht geplaatst:
- Neoeptesicus andinus (J. A. Allen, 1914)
- Neoeptesicus brasiliensis (A. G. Desmarest, 1819)
- Neoeptesicus chiriquinus (O. Thomas, 1920)
- Neoeptesicus diminutus (Osgood, 1915)
- Neoeptesicus furinalis (d'Orbigny & P. Gervais, 1847)
- Neoeptesicus innoxius (P. Gervais, 1841)
- Neoeptesicus langeri (Acosta, Poma-Urey, Ossa-López, Rivera-Páez, & Ramírez-Chaves, 2021)
- Neoeptesicus orinocensis (Ramírez-Chaves, Morales-Martínez, W. A. Pérez, Velásquez-Guarín, Mejía-Fontecha, Ortiz-Giraldo, Ossa-López, & Rivera-Páez, 2021)
- Neoeptesicus taddeii (J. M. D. Miranda, Bernardi, & Passos, 2006)
- Neoeptesicus ulapesensis (R. T. Sánchez, Montani, I. H. Tomasco, M. M. Díaz, & Barquez, 2019)